# Calomela ioptera
Calomela ioptera es un coleóptero de la familia Chrysomelidae.
Fue descrita científicamente por primera vez en 1856 por Baly.